# Among Unbroken Hearts
Among Unbroken Hearts ist ein Drama des britischen Autors Henry Adam aus dem Jahr 2001.
Among Unbroken Hearts wurde nach erfolgreichen Aufführungen am Traverse Theatre in Edinburgh und in den Highlands im Mai 2001 vom Bush Theatre in London übernommen und mit dem "Meyer Whitworth Award" ausgezeichnet. Die deutsche Übersetzung von Stephan Wetzel wurde erstmals im Januar 2009 in der Regie von Arne Böge am Staatsschauspiel Dresden aufgeführt.

## Inhalt
Der junge Ray verließ vor einigen Jahren seine Heimat im hohen Norden Schottlands und zog in den städtischen Süden. Jetzt kehrt er zusammen mit seinem Freund Neil zurück, weil er den kleinen Bauernhof seiner Großmutter geerbt hat und hofft, dadurch der eigenen Drogenabhängigkeit zu entkommen. Außerdem sucht er den erneuten Kontakt zu Chaimig, der ihm ein väterlicher Freund war. Der blinde alte Mann führt eine zurückgezogene Existenz mit seiner Enkelin Amanda, für die Ray der hoffnungsvolle Teenager von früher geblieben ist. In der Konfrontation mit der eigenen Vergangenheit muss er schmerzlich erkennen, wie weit er sich von seiner früheren Umgebung und einstigen Plänen entfernt hat. Adam zitiert immer wieder J. M. Barries "Peter Pan", um die Unfähigkeit Rays und Neils zu zeigen, erwachsen zu werden.